# Miagrammopes maigsieus
Miagrammopes maigsieus es una especie de araña araneomorfa del género Miagrammopes, familia Uloboridae. Fue descrita científicamente por Barrion & Litsinger en 1995.
Habita en Filipinas.